# Рама явленный
Рама явленный (англ. Rama Revealed) — фантастический роман Джентри Ли и Артура Кларка, написанный в 1993 году. Роман является четвертой частью тетралогии «Рама». 
Название романа предполагает, что в нём будут раскрыты тайны загадочного космического аппарата Рамы.
Перевод на русский: Ю.Р. Соколов (Рама явленный), 1996.

## Сюжет
Действие сюжета начинается непосредственно после окончания событий в предыдущем романе тетралогии «Сад Рамы».
Ричард спасает Николь из тюрьмы в «Новом Эдеме» с помощью своих новых роботов-кукол. Она убегает к нему на остров «Нью-Йорк». Затем к ним присоединяются их сыновья Бенджи и Патрик, дочь Элеонора с мужем Робертом и дочерью Никки и пара поселенцев Макс и Эпонина. Кати (другая дочь Николь) остается в «Эдеме», она наркоманка и работает в организации Накамуры.
Армия Накамуры вынуждает людей в «Нью-Йорке» скрываться в заброшенном подземелье птиц, где их блокируют окто-пауки. Окто-пауки похищают Элеонору и Эпонину, а затем предлагают остальным присоединиться к похищенным, которые находятся в городе окто-пауков на «Южном» континенте "Рамы".
Путешествуя в город, люди видят развитый симбиоз многих полуразумных рас животных с расой окто-пауков. Окто-пауки опытные генные инженеры, они модифицируют животных для улучшения их производительности. Окто-пауки рассказывают Ричарду, что его сперматозоиды были генно-модифицированные, в результате чего, его младшая дочь Элеонора понимает визуально-цветовой язык пауков. Окто-пауки излечивают Эпонину от ретровируса RV-41, а Ричарда от рака простаты последней стадии.
Древняя раса космических путешественников, которая теперь уже не существует, когда-то давно генно-модифицировала окто-пауков, что позволило им развиться, заселить несколько планет и построить утопическое общество, где все лица должны вести себя оптимально для интересов общества.
Армия Накамуры начинает бомбардировать «Южный» континент, а затем и город окто-пауков. Не желая истреблять людей без крайней необходимости, окто-пауки посылают своего посла и Ричарда на переговоры в «Эдем». Но там их арестовывают и убивают. окто-пауки разрабатывают биологический фермент, который убивает всех людей старше сорока лет. Кати убивает Накамуру в отместку за отца и совершает самоубийство.
В городе окто-пауков появляется биот Орел и усыпляет всех живых существ на все время путешествия к звезде Тау Кита. «Рама» прибывает в Узел раньше запланированного времени и людей, окто-пауков и их симбиотических существ размещают в тесноте. Большая часть людей не может побороть ксенофобию.
Николь просыпается из анабиоза, и работу ее сердца поддерживают биологическими стимуляторами. Она посещает семью Симоны и Майкла и видит своих внуков. Проникшись идеями общества окто-пауков, где каждый человек в почтенном возрасте должен сам добровольно принять смерть ради обновления общества, она отказывается от предложения Орла заменить стареющие части тела.
Перед смертью Николь просит Орла разрешения посетить модуль познания в Узле, где собрана вся его информация за миллиарды лет. Там она узнает обо всех расах, существовавших в пределах досягаемости Узла со времени существования Вселенной. Что Узлы равномерно покрывают все галактики, они были созданы Первомонитором (англ. Prime Monitor) для сбора информации о возможности сосуществования различных космических рас. Создатель запустил Первомонитора в нашу Вселенную из другого измерения. Создатель ведёт сбор информации для создания полностью гармоничной вселенной.